# Claudius Weber
Claudius Weber (* 15. April 1978 in Oppeln, Polen) ist ein ehemaliger deutscher Fußballspieler und jetziger -trainer.

## Karriere
Webers Profilaufbahn begann verhältnismäßig spät. Nachdem er in den 1990ern zwischen drei Amateurvereinen aus Mittelhessen, darunter dem damaligen Oberligisten VfB Gießen, pendelte, wechselte Weber 2001 nach dem Rückzug der Oberligamannschaft des VfB zur Reserve von Mainz 05, mit der er 2003 aus der Oberliga in die Regionalliga aufstieg. Mit 25 Jahren debütierte der Stürmer am 30. Oktober 2003 in der 2. Bundesliga, in der er in zehn Spielen (darunter neun Einwechslungen) zwei Tore erzielte. 2004 stieg er mit dem FSV in die Bundesliga auf und absolvierte in der Saison 2004/05 acht Bundesligaspiele für den 1. FSV Mainz 05, wobei er sieben Mal eingewechselt wurde. Sein einziges Erstligator erzielte er beim Auswärtsspiel gegen den FC Bayern München. 
2005 wechselte Weber zum Regionalligisten SV Wehen. Nach einer vorübergehenden Rückkehr nach Mainz wechselte er 2006 zum VfB Lübeck. Dort konnte Weber sich sogar einmal als Torhüter auszeichnen: Als bei einem Heimspiel gegen den 1. FC Magdeburg, das 0:1 verloren ging, das Wechselkontingent erschöpft war und sich der Torwart Achim Hollerieth verletzte, musste er das Tor für die letzten 20 Minuten hüten (ohne Gegentor). 
2008 beendete Weber seine Profikarriere und wechselte zur neuen Saison in die hessische Gruppenliga Gießen/Marburg zum VfB Gießen, mit dem er den Aufstieg in die Verbandsliga Hessen schaffte. In Gießen wurde er zwei Mal in Folge Torschützenkönig der jeweiligen Spielzeiten (2008/09 in der Gruppenliga 30 Tore und 2009/10 Verbandsliga 26 Tore) in insgesamt 62 Spielen. 2010 wechselte Weber in die Oberliga Hessen zu Eintracht Wetzlar, wo er bis zur Winterpause in 19 Spielen zwölf Treffer erzielte. Im Januar wechselte Weber zum Ligakonkurrenten nach Stadtallendorf. Bis zum Saisonende erzielte er noch weitere elf Tore in 15 Spielen. 2012 wechselte Weber zum vorjährigen Meister der Verbandsliga Mitte und Oberligaaufsteiger FSV Braunfels. Im Sommer 2014 verpflichtete ihn der Kreisoberligist SG Birklar. Dort übernahm er im Dezember 2014 auch die Trainerposition. Seit Juli 2016 ist Weber als Spielerberater bei der Agentur „Team Eleven“ aktiv, die er selbst gegründet hat.
Kurz vor Ende seiner Karriere spielte er noch für den Kreisoberligisten TSG Leihgestern (23 Spiele/14 Tore) und denn A-Ligisten TSV Rödgen (8 Spiele/3 Tore), bevor er für ein Relegationsspiel (2 Tore beim 5:0-Sieg) zu seinem Heimatverein 1. SC Gießen Sachsenhausen (mittlerweile Spielgemeinschaft mit ASV Gießen) zurückkehrte, bei dem er seit Beginn der Saison 2024/25 auch das Traineramt übernommen hat.

## Funktionär

### FSV Hessen Wetzlar
Am 1. Juli 2021 übernahm Claudius Weber die sportliche Leitung beim FSV Hessen Wetzlar. Da man sich allerdings nicht ganz einig über die sportliche Ausrichtung war, trennten sich die Wege zum Jahresende.

### FC Gießen
Am 1. Juli 2022 übernahm Claudius Weber die Jugendleitung beim FC Gießen. Dieses Amt legte er zum Beginn der Saison 2024/25, aus vereinsinternen Gründen, nieder.